# Nordby Hede
Nordby Hede är en hed på Samsø i Danmark.   Den ligger i Region Mittjylland, i den centrala delen av landet, 130 km väster om Köpenhamn.